# Passo (veicoli)

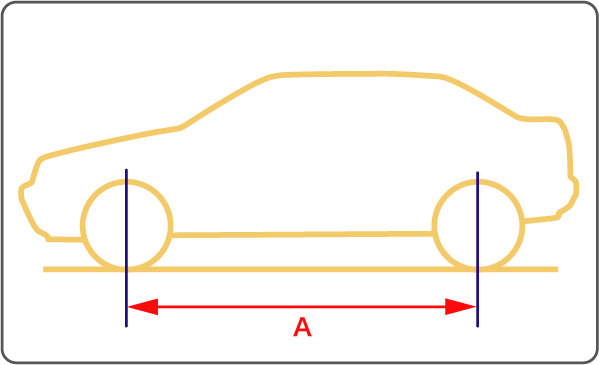
Distanza interasse.

Il passo, anche detto interasse (distanza tra due assi), in riferimento a autoveicoli, motoveicoli e di qualsiasi altro veicolo con 2 o più ruote, indica la distanza tra l'asse di una ruota anteriore e quello della ruota posteriore posta sullo stesso lato.

## Storia e attualità
In passato le vetture venivano realizzate su telai a differenti varianti di passo, solitamente due o tre.
Oggigiorno, le vetture commercializzate in più di una variante di passo sono quelle appartenenti al segmento delle ammiraglie di lusso come ad esempio la BMW Serie 7, la Jaguar XJ, la Mercedes classe S e la Rolls-Royce Phantom e in alcune monovolume come la Renault Espace, la Volkswagen Caddy e il Mercedes-Benz Viano. In questi modelli i centimetri guadagnati vanno a vantaggio dell'abitabilità dei sedili posteriori e delle dimensioni del vano bagagli.

## Caratteristiche

### Vantaggi di un passo corto
Solitamente, ferme restando tutte le caratteristiche tecniche della vettura, accorciando il passo si ha:
- Maggiore agilità/maneggevolezza, la vettura è più facile da gestire e veloce nei cambi di direzione.
- Maggiore trasferimento di peso, la forza delle masse del mezzo si trasferiranno più facilmente e in modo più marcato.

### Vantaggi di un passo lungo
Solitamente, fermo restando tutte le caratteristiche tecniche della vettura, aumentando il passo si ha:
- Maggiore stabilità, in condizioni di curve effettuate alle alte velocità, così come alle accelerazioni e frenate violente, per via della migliore distribuzione dei pesi sugli assali e al conseguente miglior bilanciamento si avrà uno scomponimento minore del mezzo, evitando eventuali ribaltamenti o sbandate.
- Maggiore abitabilità, con un passo maggiore si ha un maggiore spazio per i passeggeri o la possibilità di avere un numero maggiore di passeggeri.

## Nella produzione e nelle competizioni
Per questi motivi, spesso per realizzare una versione sportiva partendo da una berlina esistente di serie, se ne prende il telaio e se ne accorcia il passo.
Nelle vetture monoposto come quelle da Formula 1, contrariamente (essendo create per avere caratteristiche velocistiche estreme), si preferisce un passo lungo.

## Il passo e la distribuzione delle masse
Il passo non è l'unica variabile a influire sulle doti di un mezzo, difatti questo valore deve essere preso in considerazione anche con le masse e la loro distribuzione.
Per questo si parla di passo anche nel settore dei trasporti merci, e quindi relativamente a mezzi come furgoni ed autocarri di varie dimensioni. In questo caso, essi vengono spesso offerti in più varianti di passo per offrire vari livelli di capacità di carico.
Se per esempio carichiamo una massa al di fuori dell'area tra i due assi (L'asse più anteriore e l'asse più posteriore), questa agirà in modo più o meno marcato sulla stabilità del mezzo a seconda di quanto questa è distante da questo asse, inoltre nel caso di due mezzi con passi diversi e con tale massa posta alla stessa distanza dall'interasse, si ha una variazione di comportamento maggiore sul mezzo a passo lungo dato che si avrà una variazione d'assetto maggiore, riducendo ulteriormente l'aderenza al suolo, anche se generalmente i mezzi a passo lungo permettono una disposizione meno decentrata rispetto ai due assi.
Al contrario, in assenza di trasferimenti di carico, ossia quando l'assetto della vettura è stabile, un più equilibrato bilanciamento dei pesi tra i due assali offerto dal passo più lungo darà più stabilità al veicolo.
Inoltre maggiore sarà l'altezza dal suolo di queste masse e maggiore sarà il trasferimento di carico e la loro influenza.
Infatti se per esempio carichiamo il bagagliaio posteriore di una vettura con enormi pesi, a tal punto da farla coricare sul retrotreno, il passo e la disposizione di questo peso influenzerà la capacità della vettura di affrontare più o meno agevolmente delle curve in potenza, dato che sovraccaricando il retrotreno si tende ad alzare l'avantreno, diminuendo la sua aderenza sul fondo stradale e ciò comporta che in caso di curva presa in potenza, la vettura tenderà a sottosterzare, cioè ad allargare il muso all'esterno della curva, mentre la stessa vettura con retrotreno scarico affronterebbe la stessa curva con maggior agilità e scioltezza.